# Иван Дмитриевич (князь переяславский)
Иван Дмитриевич (около 1268 г. — 1302) — последний удельный князь Переяславля (будущего Залесского), сын переяславского и великого владимирского князя Дмитрия Александровича.

## Биография
Когда умер его отец (1294), князья образовали два лагеря: в одном были великий князь Андрей Александрович Городецкий, князья Фёдор Ростиславич Ярославский и Константин Борисович Ростовский, в другом — Михаил Ярославич Тверской, Даниил Александрович Московский и Иван Дмитриевич. На их съезде во Владимире (1296) ссора не была улажена, и во время бытности Ивана в Орде великий князь Андрей пытался овладеть Переяславлем.
В 1301 году участвовал в Дмитровском съезде русских князей. Князья снова съехались в Дмитрове и «взяша мир межю собою», но союзники, Иван и Михаил Тверской, почему-то «не докончали межи собою». В том же году Иван из-за чего-то «заратился» с Константином Ростовским, но «смири их владыка Семён».
Иван, женатый на дочери великого князя Дмитрия Борисовича Ростовского, умер бездетным в 1302, завещав свой удел младшему дяде, Даниилу Московскому, «его же любляше паче всех».
В 2020 году специалисты Института археологии РАН установили точное место погребения двух последних князей Переславль-Залесского княжества – князей Дмитрия Александровича и Ивана Дмитриевича, сына и внука Александра Невского. Открытие археологи совершили во время раскопок на территории Спасо-Преображенского собора – одного из древнейших белокаменных храмов домонгольской Руси.

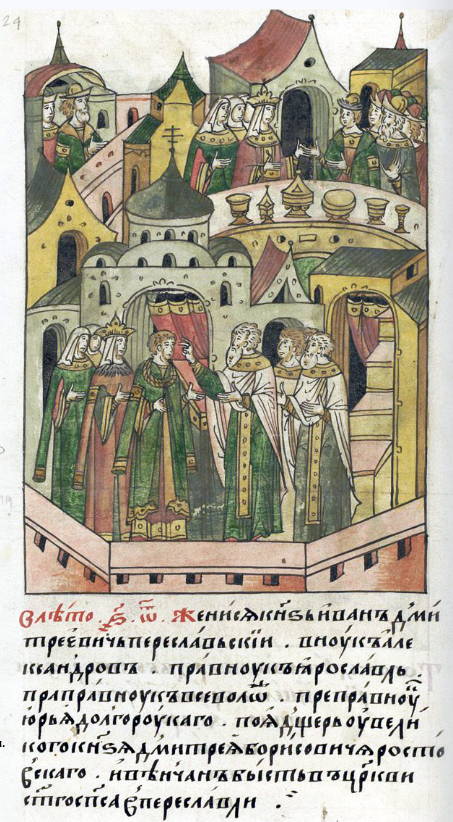
Венчание князя